# Albania (Zeitschrift)

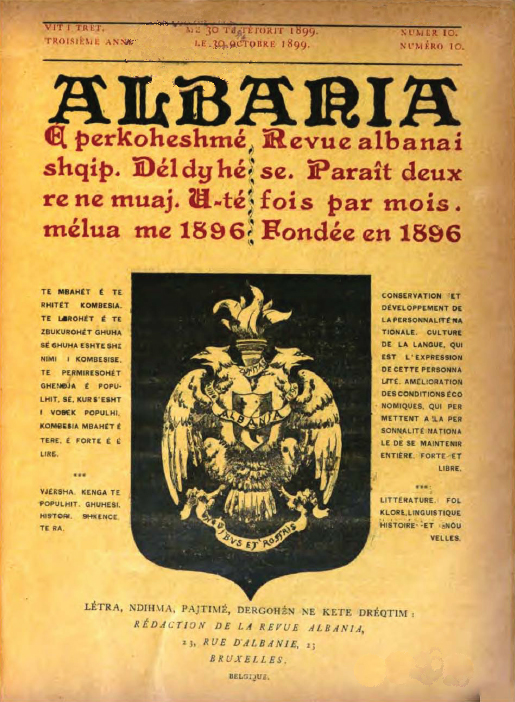
Titelseite der Albania

Die Zeitschrift Albania war ein Organ der albanischen Nationalbewegung Rilindja, herausgegeben durch den Publizisten und Diplomaten Faik Konica. Die Zeitschrift erschien von 1897 bis 1910.

## Geschichte
Die erste Ausgabe der Albania erschien am 25. März 1897 in Brüssel, zunächst in albanischer Sprache und spätere Ausgaben auch in Französisch. Von 1902 bis 1910 erschien sie in London. Albania wurde zu einem der wichtigsten Titel unter den frühen albanischen Presseerzeugnissen und war in allen europäischen Ländern sowie in den Provinzen des Osmanischen Reiches erhältlich.

## Inhalte und Bedeutung
Die Zeitschrift Albania deckte eine große Bandbreite an Themen ab, begonnen von Geschichte, über Politik und Wirtschaft bis hin zu Sprache, Kultur, Kunst und Religion. Die zweisprachige Zeitschrift diente so nicht nur der albanischen Diaspora in West- und Mitteleuropa, sondern galt auch unter Diplomaten als wichtige Informationsquelle über Albanien. Viele wichtige albanische Autoren zu dieser Zeit veröffentlichten Teile ihrer Werke in Albania, so beispielsweise Gjergj Fishta, Andon Zako Çajupi, Kostandin Kristoforidhi und Thimi Mitko.